# 烈山县
烈山县，中国古县名。
唐开元二十四年（736年）置，治所在今四川省理县西北。属恭州。广德年间地入吐蕃。 